# Abdessamad Ouhakki
Adessamad Ouhakki (Casablanca, 12 agosto 1988) è un calciatore marocchino, centrocampista del Raja Casablanca.